# Либерализм в Великобритании
В Великобритании слово либерализм может иметь любое из нескольких значений. Этот термин может обозначать как классический либерализм, так и либерализм экономический, социальный или политический; он может использоваться по отношении к ранее существовавшей Либеральной партии или к сменившей её Либеральным демократам; иногда он может иметь импортированный американский смысл, однако в последнем случае уничижительный оттенок в Великобритании гораздо слабее, чем в США, так что британские социальные либералы как левого, так и правого крыла продолжают использовать слова либеральный и нелиберальный для описания себя и своих оппонентов, соответственно.

## Предыстория
Исторически термин «либерализм» относился к широкому политическому союзу XIX века, образованному на либеральной платформе вигами, пилитами и радикалами. Этот альянс, переросший в Либеральную партию, доминировал в британской политике на протяжении большей части викторианской эпохи и в годы перед Первой мировой войной.
Британский либерализм теперь организован между двумя школами;
- социальный либерализм Либеральных демократов (член ЛИ и АЛДЕ) и родственная им Партия альянса Северной Ирландии (член ЛИ и АЛДЕ),
- классический либерализм Консервативной партии, который стал частью идеологии партии в конце 1970-х годов при Маргарет Тэтчер, чьи фундаментальные изменения в политике партии привели её к классическому либерализму с её приверженностью низким налогам и экономическому дерегулированию. В своём выступлении на партийной конференции в 2006 году Дэвид Кэмерон назвал партию «либерально-консервативной», а в своей речи 22 марта 2007 года, он и себя назвал «либеральным консерватором».[1]

## XIX век: гладстонианский либерализм
Уильям Юарт Гладстон (1809—1898) доминировал в британском либерализме и Либеральной партии во второй половине XIX века. С 1868 и по 1894 год он четыре раза становился премьер-министром, проведя на этом посту в общей сложности 12 лет. Он также четыре раза занимал пост канцлера казначейства, а в перерывах между сроками обычно был лидером Официальной оппозиции. Историк Колин Мэттью, редактор дневников Гладстона, утверждает, что его главное наследие лежало в трёх областях: его финансовая политика; его поддержка самоуправления (деволюции), изменившего представление об унитарном государстве Великобритании; и его идея прогрессивной реформаторской партии, имеющей широкую основу и способную учесть и примирить различные интересы, наряду с его выступлениями на массовых публичных собраниях.
Историк Вальтер Л. Арнштейн заключает:

Какими бы примечательными ни были реформы Гладстона, почти все они оставались в рамках либеральной традиции XIX века постепенного устранения религиозных, экономических и политических барьеров, которые не позволяли людям различных вероисповеданий и классов использовать свои индивидуальные таланты для совершенствования и своего общества. К концу третьей четверти века основные бастионы викторианства всё ещё оставались непоколебимыми: респектабельность; правительство аристократов и джентльменов теперь находится под влиянием не только торговцев и фабрикантов из среднего класса, но и трудолюбивых рабочих; процветание, которое, казалось, основывалось в основном на принципах невмешательства в экономику; и Британия, правившая морями и многими другими владениями.
Оригинальный текст (англ.)Notable as the Gladstonian reforms had been, they had almost all remained within the nineteenth-century Liberal tradition of gradually removing the religious, economic, and political barriers that prevented men of varied creeds and classes from exercising their individual talents in order to improve themselves and their society. As the third quarter of the century drew to a close, the essential bastions of Victorianism still held firm: respectability; a government of aristocrats and gentlemen now influenced not only by middle-class merchants and manufacturers but also by industrious working people; a prosperity that seemed to rest largely on the tenets of laissez-faire economics; and a Britannia that ruled the waves and many a dominion beyond.
— Walter L. Arnstein, Britain Yesterday and Today: 1832 the Present.
Лорд Эктон, историк и политик, писал в 1880 году, что считает Гладстона одним из «трёх величайших либералов» (наряду с Эдмундом Бёрком и лордом Маколеем).
В 1909 году либеральный канцлер Дэвид Ллойд Джордж представил свой «Народный бюджет», первый бюджет, направленный на перераспределение богатства. Либеральный государственный деятель лорд Роузбери высмеял эту инициативу, заявив, что Гладстон отверг бы её: «Потому что в его глазах, а также в моих глазах, как его скромном ученике, либерализм и свобода родственные термины; они сёстры-близнецы».
Ллойд Джордж сказал о Гладстоне в 1915 году: «Каким он был человеком! На голову выше всех, кого я когда-либо видел в Палате общин. Он мне не очень нравился. Он ненавидел нонконформистов и валлийских нонконформистов в частности, и не испытывал никакого реального сочувствия к рабочему классу. Но он был, безусловно, лучшим оратором парламента, которого я когда-либо слышал».
В 1944 году классический либеральный экономист Фридрих Хайек писал об изменении политических взглядов, произошедшем после Великой войны: «Возможно, ничто не показывает это изменение более ясно, чем то, что хотя в современной английской литературе нет недостатка в сочувственном отношении к Бисмарку, имя Гладстона редко упоминается молодым поколением без насмешки над его викторианской моралью и наивным утопизмом».
В конце XX века экономическая политика Гладстона вызывала восхищение консерваторов-тэтчеритов. Маргарет Тэтчер заявила в 1983 году: «Мы обязаны следить за тем, чтобы каждый пенни, который мы собираем в виде налогов, расходовался разумно и хорошо. Ведь именно наша партия посвящена хорошему ведению домашнего хозяйства — действительно, я бы не прочь поспорить, что, если бы мистер Гладстон был жив сегодня, он подал бы заявку на вступление в Консервативную партию». В 1996 году в лекции, посвящённой памяти Кейта Джозефа, она сказала: «Консерватизм, который мы с ним … одобряли, лучше всего можно было бы охарактеризовать как „либеральный“ в старомодном смысле. И я имею в виду либерализм мистера Гладстона, а не коллективисты современности».

## 1900-е: новый либерализм
После поражения либералов на выборы 1895 года, кризис потряс партию. До этого Либеральная партия придерживалась гладстонианского либерализма (свободный рынок, низкие налоги, самопомощь и свобода выбора), но после 1895 года многие либералы потребовали реформы партии. Лидерами реформаторов были Томас Хилл Грин и Герберт Луис Сэмюэль, которые в Progressive Review за декабрь 1896 года заявили, что классический либерализм «истощён и изношен», требуя большей власти государства. «Новый либерализм» Сэмюэля предусматривал пенсии по старости, биржи труда (помощь в трудоустройстве) и компенсации рабочим, что является прообразом современной системы социального обеспечения. Среди других важных интеллектуалов начала XX века к Грину и Сэмюэлю примкнули историк Г. А. Л. Фишер, филолог Гилберт Марри, историк Дж. М. Тревельян, политик Эдвин Монтегю, писатель Чарльз Мастерман, а также экономисты Альфред Маршалл, Артур Сесил Пигу и молодой Джон Мейнард Кейнс. Социалисты тем временем доминировали в Фабианском обществе.
Среди ключевых политиков, принявших «новый либерализм» были будущие премьер-министры Генри Кэмпбелл-Баннерман, Уинстон Черчилль, Герберт Генри Асквит и Дэвид Ллойд Джордж, со скептисом относившиеся к политике невмешательства в экономику и к идее свободного рынка. Либеральные правительства 1905—1916 годов строили государство всеобщего благосостояния. В 1908 году были введены пенсии по старости для людей старше 70 лет и подоходный налог, а в 1911 году был принят закон о медицинском страховании промышленных рабочих. Чтобы профинансировать обширные социальные реформы, Ллойд Джордж, в то время министр финансов, предложил в 1909 году «Народный бюджет», в рамках которого вводились налоги на землевладение и высокие доходы. Проект был отклонён Палатой лордов, в которой доминировали консерваторы. Возникший в результате конституционный кризис был разрешён только после двух выборов 1910 года и принятия Акта о парламенте 1911 года, существенно ограничивавшего права верхней палаты. «Народный бюджет» 1910 года, Акт о национальном страховании 1911 года и другие меры помогли заложить в Великобритании основы современного государства всеобщего благосостояния. Ллойд Джордж способствовал созданию независимой Церкви Уэльса, пока начало Первой мировой войны в 1914 году не приостановило этот процесс.
В то время как в Палате общин Либеральная партия имела большинство, пусть и не всегда абсолютное, 1906 по 1922 годы, в Палате лордов либералы были в меньшинстве с 1890-х годов, когда многие лорды-либералы «стали консерваторами во всём, кроме названия». Консерваторы использовали своё большинство в Палате лордов, чтобы блокировать либеральные реформы, вызывая тем самим возмущение либералов. В 1911 году Либеральная партия, контролируя Палату общин и правительство, смогла одержать верх в битве за господство нижней палаты над верхней, благодаря угрозе заставить короля ввести в Палату лордов новых либеральных пэров.
Однако Великая война значительно уменьшила поддержку либералов в народе, и в 1918 году партия раскололась на сторонников Асквита и Ллойд Джорджа. В то время как Асквит стал лидером оппозиции, Ллойд Джордж создал коалицию с лидером консерваторов Бонаром Лоу, продолжая оставаться премьер-министром, но уже с преимущественно консервативной базой. Внутренний конфликт в Либеральной партии и союз Ллойд Джорджа с тори заставил многих избирателей присоединиться к Лейбористской партии, в то время как более консервативные либералы слились с консерваторами во главе со Стэнли Болдуином. Выборы 1924 года ознаменовали конец Либеральной партии как одной из двух ведущих политических сил Великобритании. Однако «новый (социальный) либерализм» продолжал оставаться предпочтительной идеологией Либеральной партии до её роспуска в 1988 году, когда в результате объединения с социал-демократами была сформирована партия Либеральные демократы.

## 1940—1975: послевоенный консенсус
Послевоенный консенсус (англ. post-war consensus) берёт начало в 1930-х годах, когда либеральные интеллектуалы во главе с Джоном Мейнардом Кейнсом и Уильямом Бевериджем разработали ряд планов, которые стали особенно привлекательными после окончания Второй мировой войны, поскольку правительство военного времени обещало намного лучшую послевоенную Британию и понимало необходимость вовлечения всех слоёв общества. Основой послевоенного консенсуса стал доклад либерального экономиста Уильяма Бевериджа «„О социальном страховании и смежных услугах“», представленный в 1942 году парламенту. В нём Бевериджа сформулировал концепцию всеобъемлющего государства всеобщего благосостояния в Великобритании. Автор доклад предлагал провести широкомасштабную реформу в Соединённом Королевстве. В докладе были обозначены ряд рекомендаций: назначение министра для контроля всех страховых схем; стандартный еженедельный взнос от работающих в страховой фонд; пенсии по старости, пособия по беременности и родам, пособия на похороны, пенсии вдовам и людям, получившим травмы на работе; создание новой национальной службы здравоохранения.
Послевоенного консенсуса в большей или меньшей мере придерживались все британские правительства (как лейбористские, так и консервативные) в период с 1945 по 1970 год (так называемые годы консенсуса). Послевоенный консенсус базировался на кейнсианстве, смешанной экономике с национализацией основных отраслей промышленности, создание Национальной службы здравоохранения и современном государстве всеобщего благосостояния. В эти годы безработица в Великобритании в среднем составляла менее 3 %. Консенсус характеризовал британскую политику до экономических кризисов 1970-х (см. банковский кризис 1973—1975 годов), которые привели к концу послевоенного экономического бума и росту популярности монетаризма. Корни экономической политики послевоенного консенсуса связаны с критикой депрессии экономики межвоенного периода. Кейнсианство поощрял более активную роль правительства, чтобы «управлять общим спросом таким образом, чтобы существовал баланс между спросом и выпуском».

## 1980-е: неолиберализм
После того как Маргарет Тэтчер возглавила Консервативную партию в 1975 году началось возрождение классических либеральных принципов laissez-faire времён Гладстона. В Великобритании в 1970-е годы наблюдались устойчиво высокие темпы инфляции, которая превышала 20 % в 1975 году, высокий уровень безработицы, а зимой 1978—1979 годов произошла серия забастовок, известных как «Зима недовольства». Тэтчер привела свою партию к победе на выборах 1979 года с манифестом, который сосредоточился на философии партии, а не на представлении списка политиков. Эта философия стала известна как тэтчеризм и была сосредоточена на отказе от послевоенного консенсуса, который допускал или даже поощрял национализацию, сильные профсоюзы, жёсткое регулирование, высокие налоги и щедрое государство всеобщего благосостояния. Тэтчеризм был основан на социальных и экономических идеях таких британских и американских интеллектуалов как Фридрих Хайек и Милтон Фридман. Тэтчер считала, что политика правительства, ориентированная на социал-демократию, привела к долгосрочному спаду в британской экономике. В результате её правительство следовало программе классического либерализма, приняв рыночный подход к общественным услугам, основанный на приватизации и коммерциализации госпредприятий и коммунальных услуг, а также на сокращении влияния профсоюзов. Она считала, что сильные профсоюзы ограничивают экономический прогресс, проводя «дикие» забастовки, искусственно удерживая заработную плату и заставляя правительство поддерживать убыточные отрасли.
Тэтчеризм способствовал низкой инфляции, маленькому государству и свободным рынкам за счёт жесткого контроля над денежной массой, приватизации и ограничении рабочего движения. Эти принципы являются ключевой частью всемирного неолиберального движения, и поэтому её часто сравнивают с рейганомикой в США, экономическим рационализмом в Австралии и роджерномикой в Новой Зеландии. Тэтчеризм также часто сравнивают с классическим либерализмом. Милтон Фридман писал, что «Маргарет Тэтчер не является консерватором. Она является либералом XIX века». Сама Тэтчер в 1983 году сказала «Действительно, я бы не прочь поспорить, что, если бы мистер Гладстон был жив сегодня, он подал бы заявку на вступление в Консервативную партию». В 1996 году в лекции, посвящённой памяти Кейта Джозефа, она сказала: «Консерватизм, который мы с ним … одобряли, лучше всего можно было бы охарактеризовать как „либеральный“ в старомодном смысле. И я имею в виду либерализм мистера Гладстона, а не коллективистов современности».

## Либеральные лидеры
| Идеология                               | Партия                           | Лидеры |
| --------------------------------------- | -------------------------------- | --- |
| Классический либерализм                 | Виги                             | Чарльз Джеймс Фокс 2-й граф Грей |
| Классический либерализм                 | Либералы-юнионисты               | 8-й герцог Девонширский Джоезф Чемберлен 15-й граф Дерби 5-й маркиз Лансдаун                                                                                             |
| Классический либерализм                 | Либералы                         | 3-й виконт Палмерстон 1-й граф Рассел Уильям Юарт Гладстон 5-й граф Розбери                                                                                              |
| Новый либерализм                        | Либералы                         | Генри Кэмпбелл-Баннерман Герберт Генри Асквит Дэвид Ллойд Джордж Герберт Луис Сэмюэл Арчибальд Синклер Клемент Дэвис [англ.] Джо Гримонд Джереми Торп [англ.] Дэвид Стил |
| Новый либерализм                        | Либеральные демократы            | Пэдди Эшдаун Чарльз Кеннеди Мензис Кэмпбелл Винс Кейбл Ник Клегг Тим Фаррон Джо Суинсон                                                                                  |
| Новый либерализм                        | Партия альянса Северной Ирландии | Оливер Напьер [англ.] и Боб Купер [англ.] Фелим О’Нил [англ.] Джон Кушнахан [англ.] Джон Алдердайс [англ.] Шон Нисон [англ.] Дэвид Форд [англ.] Наоми Лонг [англ.]       |
| Неолиберализм / Классический либерализм | Консерваторы                     | Маргарет Тэтчер Джон Мейджор Уильям Хейг Иан Дункан Смит Майкл Говард Дэвид Кэмерон Тереза Мэй                                                                           |

## Либеральные теоретики
- Томас Гоббс (1588—1679) — философ-материалист, один из основателей современной политической философии, теории общественного договора и теории государственного суверенитета.
- Джон Локк (1632—1704) — педагог и философ, представитель эмпиризма и либерализма.
- Дэвид Юм (1711—1776) — шотландский философ, экономист, историк и публицист, один из крупнейших деятелей шотландского Просвещения.
- Ричард Прайс (1723—1791) — валлийский философ, этик и проповедник, принадлежавший к церкви английских диссентеров; политический публицист, активно писавший с республиканских и либеральных позиций.
- Адам Смит (1723—1790) — шотландский экономист и философ-этик, один из основоположников экономической теории как науки, считается основателем классической политэкономии.
- Джозеф Пристли (1733—1804) — священник-диссентер, естествоиспытатель, химик, философ, общественный деятель.
- Иеремия Бентам (1748—1832) — философ-моралист и правовед, социолог, юрист, один из крупнейших теоретиков политического либерализма.
- Давид Рикардо (1772—1823) — экономист, классик политической экономии, последователь и одновременно оппонент Адама Смита.
- Джеймс Милль (1773—1836) — философ, историк и экономист, представитель классической школы политэкономии, «рикардианец».
- Ричард Кобден (1804—1865) — политик и фабрикант, пропагандировал свободную конкуренцию и свободу торговли.
- Джеймс Уилсон (1805—1860) — шотландский экономист, бизнесмен и либеральный политик, основатель журнала «The Economist».
- Джон Стюарт Милль (1806—1873) — философ, социолог, экономист и политик, внёс значительный вклад в обществознание, политологию, политическую экономию и философию либерализма.
- Герберт Спенсер (1820—1903) — философ и социолог, один из родоначальников эволюционизма, основатель органической школы в социологии; идеолог либерализма.
- Джон Аткинсон Гобсон (1858—1940) — экономист и социолог, наиболее известен своими работами по теории недопотребления и об империализме, которые повлияли на В. И. Ленина.[25]
- Леонард Хобхаус (1864—1929) — социолог и философ.
- Уильям Беверидж (1879—1963) — экономист, представитель фабианства.
- Джон Мейнард Кейнс (1883—1946) — экономист, основатель кейнсианства.
- Фридрих Август фон Хайек (1899—1992) — австро-британский экономист и политический философ, представитель новой австрийской школы, сторонник экономического либерализма и свободного рынка.
- Карл Поппер (1902—1994) — австро-британский философ и социолог.
- Джон Ричард Хикс (1904—1989) — экономист, неокейнсианец, внёс новаторский вклад в теорию общего равновесия и теорию благосостояния.
- Исайя Берлин (1909—1997) — философ, историк идей, переводчик русской литературы и философской мысли, один из основателей современной либеральной политической философии.
- Ральф Дарендорф (1929—2009) — англо-германский философ, социолог, политолог и общественный деятель.